# Oospila extensata
Oospila extensata är en fjärilsart som beskrevs av W. Warren 1906. Oospila extensata ingår i släktet Oospila och familjen mätare. Inga underarter finns listade i Catalogue of Life.